# Zinci
Zinci (ukr. Зінці) – wieś na Ukrainie, w obwodzie połtawskim, w rejonie połtawskim, w hromadzie Tereszkky. W 2001 liczyła 856 mieszkańców, wśród których 820 wskazało jako ojczysty język ukraiński, 34 rosyjski, 1 białoruski, a 1 ormiański.